# Географія Словенії
Словенія — країна Центральної Європи. Площа країни становить 20 251 км².

## Назва
Назва країни Словенія словен. Slovenija пов'язана з назвою слов'янських племен. Сам термін слов'яни загальноприйнятої етимології не має. Існує кілька версій походження. Серед основних виводять назву:
- від кореня slaṷos народ;
- від гідронімів, що походять від індоєвропейського кореня зі значенням обмивати, очищати, наприклад, назви річок Слуя, польські назви річок Sɫawa, Sɫawica, сербське Славница;
- від слово (люди, що говорять по-нашому, на відміну від іншомовних племен німців, німих);
- від індоєвропейського кореня *kleu-, основне значення якого чути, у значенні слава і популярність, тобто відомі люди.

Цей етнонім як племінний закріпився в ході етногенезу не тільки в словенців (словен. Slovenci), а також в словаків (словац. slováci), словінців (slovinci) та ільменських словєн — жителів Новгородської землі.

## Розташування
Словенія розкинулася від передгір'їв Альп до Адріатики і від плато Карст (Крас) до Паннонії та Угорської низовини. На заході проходить кордон з Італією, на півночі — з Австрією (землі Каринтія, Штирія і Бургенланд), на сході — з Угорщиною, на півдні — з Хорватією.

## Рельєф
На північному заході та півночі країни розташовані хребти Східних Альп, хребет Караванке тягнеться на самій півночі країни, з півдня його підпирають ланцюги Кам'яних і Савіньських Альп, на заході проходять Юлійські Альпи з вищою точкою Словенії — горою Триглав (2 864 м). Далі на південь Юлійські Альпи переходять у плато Карст (Крас). На плато з'являються ліси, крізь камінь пробиваються річки і струмки, вимиваючи у вапняку цілі печери. На південний схід від столиці країни Любляни, розташовується найродючіша і густонаселена частина країни — Доленьська горбиста місцевість, багата на ліси і виноградники. На крайньому південному заході розташовується Приморська, північний край півострова Істрія.

### Узбережжя
Словенія має вихід до Адріатичного моря. Довжина берегової лінії становить 47 км.

## Клімат
Клімат Словенії загалом помірно-континентальний, літо спекотне, а зима сувора. У горах і центральній Словенії клімат високогірний, середньоєвропейський. Плато Карст і Приморська низовина знаходяться під впливом Середземного моря, літо тут сухе і тепле, а зима дуже м'яка. Купальний сезон на морі і в гірських озерах розпочинається з початку червня і триває аж до початку жовтня.

### Озера

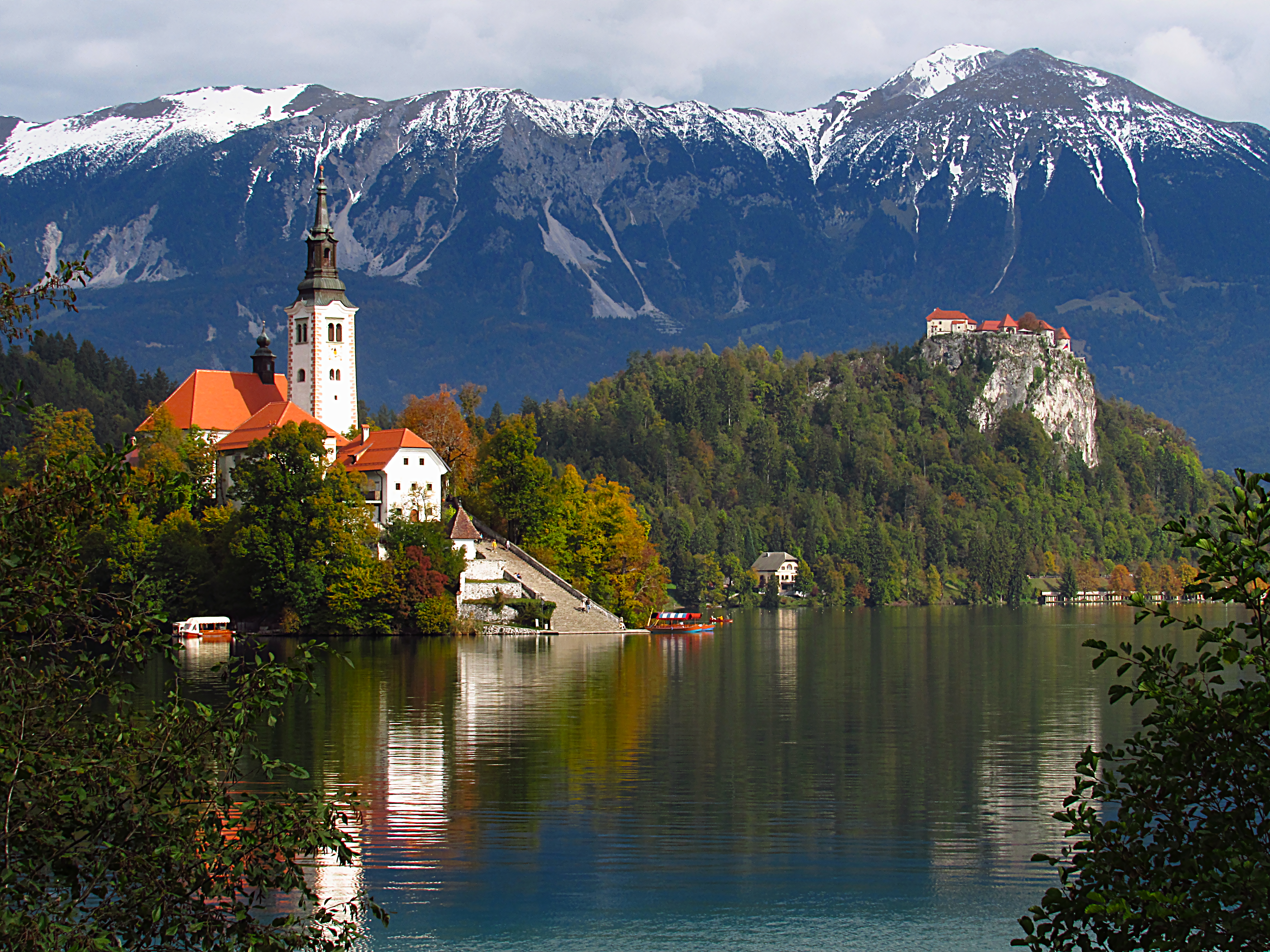
Озеро Блед